# Pedro Castillo
José Pedro Castillo Terrones (Puña, 19 ottobre 1969) è un politico, sindacalista e insegnante peruviano, presidente della Repubblica del Perù dal 28 luglio 2021 al 7 dicembre 2022, quando venne destituito dopo aver tentato di sciogliere il Parlamento, che stava esaminando una mozione di impeachment per la terza volta.

## Biografia

### Origini e carriera lavorativa
È nato a San Luis de Puña, nel distretto di Tacabamba, terzo dei nove figli di contadini analfabeti. Oltre ad aiutare i genitori nei campi, ha lavorato da adolescente come risicoltore in Amazzonia e venditore di gelati in città per pagarsi gli studi, finendo il liceo con due anni di ritardo. Si è laureato in psicologia dell'educazione all'Università "César Vallejo" di Trujillo. Dal 1995 è insegnante di scuola primaria, nonché cuoco della mensa e bidello, nel suo paese natale, un villaggio rurale nella Cajamarca, una delle regioni più povere del Perù nonostante la presenza dei giacimenti aurei più grandi del Sud America.
È balzato agli onori della cronaca come leader sindacale durante lo sciopero degli insegnanti del 2017 che, partendo dal sud del paese, si è poi esteso fino a coinvolgere la capitale Lima, richiedendo l'intervento come mediatore del presidente del Perù Pedro Pablo Kuczynski. Precedentemente, era stato candidato sindaco del distretto di Anguía nel 2002 per il partito Perù Possibile, presso cui ha militato dal 2005 fino alla sua dissoluzione.

### Attività politica

#### Elezioni presidenziali del 2021
Nel 2021 si è candidato alla presidenza del Perù con il partito Perù Libero, adducendo come motivazione l'assenza di una risposta da parte del governo quando, dopo la chiusura delle scuole per la pandemia di COVID-19 nel paese, i tablet promessi per la didattica a distanza non sono mai arrivati, impedendo a più della metà dei suoi alunni, già sprovvisti di telefoni cellulari, di seguire le lezioni. Al primo turno delle elezioni, Castillo si è classificato primo col 18,9% dei voti, al contrario di quanto previsto dai sondaggi. È avanzato quindi al secondo turno, dove ha affrontato Keiko Fujimori di Forza Popolare. Dopo uno scontro elettorale all'ultimo voto è riuscito a strappare la vittoria per circa 70 000 voti e la sua sfidante ha chiesto l'annullamento di 200 000 voti per presunti brogli, senza però fornire nessuna prova a dimostrazione di ciò, mentre diversi osservatori internazionali, compresa l'Organizzazione degli Stati Americani (OSA), hanno riconosciuto la piena regolarità del voto.

## Presidente del Perù (2021-2022)
La presidenza di Castillo, iniziata il 28 luglio 2021, giorno dell'indipendenza nazionale del Perù dalla Spagna, è stata subito difficoltosa e segnata da molte critiche, anche tra i suoi stessi sostenitori, per via di alcune nomine contestate ai vertici del governo e fortemente volute dal suo partito.
Castillo ha infatti nominato come primo ministro Guido Bellido, ideologicamente vicino a Sendero Luminoso, un movimento terroristico di ispirazione maoista, attivo in Perù negli ultimi due decenni del XX secolo e responsabile della morte di migliaia di cittadini peruviani, oltre a molti politici estremisti nei posti chiave dell'esecutivo.
Nell'ottobre 2021, il sito web El Foco ha pubblicato delle registrazioni che rivelavano che i dirigenti dell'organizzazione, Sociedad Nacional de Industrias (SNI),  che raggruppa alcuni industriali peruviani e diversi leader politici avevano pianificato diverse azioni, tra cui la paralisi del settore dei trasporti nel novembre 2021, per destabilizzare il governo e favorire la partenza del presidente Pedro Castillo.
Ciò ha dato luogo a numerose polemiche tra le forze politiche peruviane, rendendo molto difficoltosa la governabilità del Congresso, dove la coalizione di Castillo non ha la maggioranza. Quindi, il 7 ottobre il presidente peruviano ha dimissionato il primo ministro Bellido, nominando al suo posto Mirtha Vásquez, deputata progressista di Fronte Ampio ed ex-presidente del Congresso, nota per le sue posizioni ambientaliste e la sua difesa dei diritti umani e delle donne. In seguito alle dimissioni di Mirtha Vásquez Il 1 febbraio 2022, l'economista e deputato Héctor Valer Pinto ha prestato giuramento come presidente del Consiglio dei ministri. A soli quattro giorni dopo essere entrato in carica, Valer presentò la sua lettera di dimissioni, dopo che sono state rese note una serie di denunce contro di lui per aggressione familiare. L'8 febbraio, Aníbal Torres avvocato e dottore in giurisprudenza e scienze politiche ha prestato giuramento come presidente del Consiglio dei ministri del quarto gabinetto ministeriale del presidente Pedro Castillo.
Come annunciato durante la sua campagna, lancerà una riforma agraria nell'ottobre 2021, che promette non comporterà espropri. Include un piano di industrializzazione dei contadini per promuovere lo sviluppo dell'agricoltura e intende offrire ai contadini poveri un accesso più equo ai mercati. Nel novembre 2021, ha annunciato un aumento del salario minimo da 930 a 1.000 sol (da 223 a 250 dollari), la vendita dell'aereo presidenziale acquistato nel 1995 e il divieto di viaggiare in prima classe per tutti i dipendenti pubblici. Ha dichiarato che rinuncerà al suo stipendio di presidente, continuando a percepire invece quello di maestro. Intende inoltre seguire una linea austera abbasando gli stipendi dorati nel settore pubblico.
Il 30 giugno del 2022 Castillo ha annunciato le sue dimissioni dal partito Perù Libero. La decisione è stata annunciata attraverso il suo account Twitter.

### Tensioni con il Congresso e tentativi diimpeachment
Le tensioni con il Congresso, dominato dai partiti conservatori, sono particolarmente elevate. Approva una legge interpretativa della Costituzione che limita la capacità dell'esecutivo di sciogliere il Parlamento, mentre il Parlamento mantiene il diritto di impeachment nei confronti del Presidente. Nel dicembre 2021, il Congresso ha approvato una legge secondo cui il referendum per la convocazione dell'Assemblea Costituente, una delle promesse principali di Pedro Castillo durante le elezioni presidenziali, non può essere tenuto senza una riforma costituzionale precedentemente approvata dal Parlamento. Durante una visita al Parlamento spagnolo, la presidente del Congresso peruviano, María del Carmen Alva, ha chiesto ai deputati del Partito Popolare di approvare una dichiarazione in cui si afferma che "il Perù è stato catturato dal comunismo e che Pedro Castillo è un presidente privo di qualsiasi legittimità".
Nel dicembre 2021 è stata convocata in Parlamento una votazione per decidere se avviare un procedimento di impeachment contro Castillo per "incapacità morale", ma non ha raggiunto la soglia di voti necessaria per avviare il procedimento.
Castillo è sfuggito all'impeachment per la seconda volta il 28 marzo 2022, quando la mozione è stata approvata solo da 55 deputati quando ne servivano 87. Un lobbista lo ha accusato di aver chiesto tangenti alle aziende durante una gara d'appalto per la costruzione di un ponte, il che ha permesso al Parlamento di avviare la messa in stato di accusa per "incapacità morale" il 14 marzo 2022. "Arthur Morenas, docente a Sciences Po Strasburgo, ha dichiarato a RFI che le accuse "si basano sulla parola di una singola persona che ha finanziato la campagna di Keiko Fujimori nel 2016". Lo stesso giorno del voto di impeachment, la magistratura ha emesso undici mandati di arresto, tre dei quali per due nipoti del presidente e un altro per l'ex segretario generale della presidenza della Repubblica.
Il Congresso gli vieta di recarsi in Colombia per l'insediamento del nuovo presidente Gustavo Petro, previsto per il 7 agosto 2022. Secondo la legge peruviana, il Presidente deve ottenere l'autorizzazione del Congresso ogni volta che vuole viaggiare all'estero. Gli è stato inoltre negato il permesso di recarsi in Vaticano per incontrare il Papa, in Thailandia per il vertice della Cooperazione Economica Asia-Pacifico (APEC) ed in Messico alla fine di novembre per una riunione dell'Alleanza del Pacifico. L'evento è stato annullato e riprogrammato per il 14 dicembre a Lima.
L'apertura di una seconda procedura di impeachment è stata approvata dal Congresso il 2 dicembre 2022.

### Colpo di Stato e Destituzione
Il 7 dicembre 2022 Pedro Castillo cerca di sciogliere il parlamento, ordinando anche il coprifuoco nazionale e l'instaurazione di un "governo di eccezionale emergenza". In risposta la maggioranza del governo si è dimessa e il tentativo di scioglimento del Congresso viene denunciato come un colpo di Stato dal Difensore civico del Perù. Anche la Corte Costituzionale e la vice presidente Dina Boluarte definiscono il tentativo un "colpo di Stato" per bloccare il processo di impeachment. Il 7 dicembre il parlamento peruviano approva l'impeachment nei suoi confronti e destituisce Castillo dal suo mandato presidenziale con una maggioranza di 101 favorevoli e 6 contrari su 130 voti. Gli subentra Dina Boluarte.
Castillo ha tentato poi di fuggire dal paese cercando rifugio nell'ambasciata del Messico a Lima, dove gli era stato offerto l'asilo politico. Tuttavia, la polizia lo ha arrestato prima che potesse entrare.

### Conflitti sociali
La sua presidenza è stata ampiamente condannata per il modo in cui ha aumentato i conflitti sociali in Perù. Nel 2022 vi erano presenti 209 conflitti sociali nel paese, di cui la stragrande maggioranza (160) erano attivi, ad affermarlo un rapporto dell'Osservatorio dei conflitti, che monitora l'impatto sociale dei progetti in Perù. Le politiche di Castillo, in particolare la sua posizione sulle politiche agrarie e minerarie, è stata indicata come inadeguata nel gestire questi conflitti socioculturali. La situazione precaria ha portato a diffusi disordini come blocchi stradali, scontri negoziali fra le comunità locali e le compagnie minerarie. Nel dicembre 2021 proteste causarono il blocco della produzione dell'impresa Las bambas, in questa compagnia mineraria veniva prodotto il 2% dell'offerta globale di rame. Le comunità andine locali chiedevano il risarcimento dei danni per gli impatti ambientali, sociali e culturali e il pagamento dei diritti minerari a loro dovuti e a causa dei danni causati nella loro comunità dal transito quotidiano di camion pesanti.  Nell'aprile 2022 scontri violenti sono scoppiati quando la polizia ha cercato di disperdere decine di lavoratori agricoli, che per protesta di migliori rivendicazioni salariali bloccavano la Panamericana. L'aumento dei prezzi del carburante e del cibo ha scatenato proteste a Lima, il presidente ha sorprendentemente decretato un coprifuoco diurno a Lima e nel vicino porto del Callao, che insieme ospitano 10 milioni di persone, quasi un terzo della popolazione del Perù. Il coprifuoco è stato ripudiato da ampi settori della popolazione provocando l'aumento dei disordini. Il presidente ha revocato le restrizioni il giorno successivo.

#### Disapprovazione
Da un sondaggio nazionale in aprile 2022 la disapprovazione del Presidente della Repubblica, Pedro Castillo, risultava essere del 76%, dopo quasi nove mesi dall'inizio del suo governo, dieci punti percentuali in più rispetto al mese precedente (66%).

### Vicende giudiziarie
A un anno dal suo mandato affrontava 5 indagini per corruzione, 4 vincolate alla sua gestione come presidente. Pedro Castillo è il primo capo di Stato peruviano ad essere indagato nell'esercizio delle sue funzioni per presunti legami con un'organizzazione criminale.

#### Caso promozioni nelle forze armate
L'Ufficio del Procuratore Generale ha aperto un'indagine l'11 novembre 2021 contro Castillo sostenendo presunte pressioni sui capi dell'Esercito e dell'Aeronautica per favorire direzionamenti di alcuni ufficiali nel processo di promozione. Gli viene attribuito il reato di traffico di influenze.

#### Caso Ponte Tarata III
Nel gennaio 2022 il Procuratore Generale ha aperto un'indagine preliminare sul Presidente della Repubblica del Perù, Pedro Castillo, per presunti reati contro la pubblica amministrazione e collusione a danno dello Stato peruviano. In questa indagine, ci sono fatti attribuibili a Pedro Castillo nella gara d'appalto per il progetto "Ponte Tarata III".

#### Caso Petroperu
Il Ministero pubblico apre un'ulteriore indagine preliminare agli inizi del 2022 contro Castillo per presunte ingerenze in un processo per l'acquisizione di Biodiesel allo stato per il periodo gennaio-aprile 2022, gestito dalla società Heaven Petroleum Operator, diretta dall'uomo d'affari Samir Abudayeh con un contratto per un importo di 74 milioni di dollari.

#### Caso gabinetto ombra
Il 10 marzo 2022 la Procura Specializzata contro il Crimine Organizzato aveva aperto un'indagine preliminare per 60 giorni contro i consiglieri, amici e parenti del Presidente. Queste persone sono state sindacate come il "Gabinetto Ombra", un ristretto cerchio vicino a Castillo, che prendono le decisioni con lo stesso presidente Castillo che apparentemente soppiantano le funzioni di diversi ministri e istituzioni governative.

#### Caso plagio della tesi
Nel maggio 2022 il presidente Castillo viene accusato di un ipotetico plagio della sua tesi di magister in educazione. Sottoposta ad analisi mediante il software anti-plagio turnitin la tesi di Castillo presentava il 54% di similitudini di altri autori e non presentava alcuna citazione o referenza al riguardo. Sebbene l'Università César Vallejo abbia inizialmente assicurato che la tesi di Pedro Castillo conteneva testi non citati correttamente e con somiglianze fino al 43% con altri scritti, una commissione del centro ha successivamente chiarito che l'opera era originale. In seguito Pedro Castillo e sua moglie Lilia Paredes vengono indagati per essere incorsi nel presunto plagio della loro tesi per ottenere il titolo accademico di master dall'Università César Vallejo.
I legali hanno presentato ricorso per l'annullamento contro le indagini aperte dalla procura, sulla base dell'immunità costituzionale di cui gode il presidente. La costituzione peruviana in base all'articolo 117, indica che il presidente della repubblica solo può essere accusato per tradimento alla patria, impedire elezioni presidenziali, parlamentari, regionali o municipali e per lo sciogliere il congresso per via non costituzionale. In pratica Castillo durante il suo mandato presidenziale non può essere accusato per delitti comuni godendo dell'immunita costituzionale, tuttavia nulla impedisce lo svolgimento di indagini preliminari a suo carico.

### Critiche e controversie

#### Cambi ministeriali
Da quando è salito al potere, Castillo ha alternato ministri e funzionari pubblici varie volte, il che ha portato i suoi critici ad accusarlo di destabilizzare il paese. A sei mesi dal suo insediamento come presidente ha cambiato il consiglio dei ministri quattro volte. Castillo ha effettuato continui cambi di ministri dovuti all'instabilità politica, nominando più di 50 ministri in meno di 12 mesi di gestione. Le nomine proposte da Castillo sono state oggetto di critica dall'opinione pubblica, in quanto alcuni ministri sono stati accusati di corruzione, di non essere adatti ad assumere l'incarico ministeriale per mancanza di capacità nella gestione pubblica o erano stati denunciati penalmente.

#### Trasparenza
Il 28 novembre 2021 un servizio d'inchiesta televisivo ha mostrato Castillo ricevere imprenditori e lobbisti in maniera non ufficiale nella sua casa privata di Lima nel distretto di Breña. Queste azioni ripetitive sono state ampiamente criticate fin dall'inizio del suo governo, in quanto evitano la trasparenza e violano la legge che regola la gestione degli interessi nella pubblica amministrazione.

#### Rapporto con la stampa
Castillo si rifiuta di rilasciare dichiarazioni alla stampa e ha un rapporto difficile con i media. Le decisioni prese dal presidente venivano comunicate attraverso i social network o le dichiarazioni dei suoi ministri, è stato inoltre criticato per le sue scarse capacità di parlare con i media, per il suo uso di retorica ideologica e di evadere costantemente la stampa. L'organo nazionale di difesa civica peruviana aveva indicato, attraverso una dichiarazione, che le più alte autorità del governo stavano attuando restrizioni alla libertà di stampa ha fatto riferimento a misure restrittive con l'intenzione di impedire ai giornalisti di adempiere al loro compito di porre domande al presidente, che costituisce una violazione arbitraria alla libertà di stampa, nonché la trasgressione di vari standard sulla libertà di espressione.  Nel giugno 2022 Castillo non comunicava con la stampa né consentiva domande da 100 giorni consecutivi. Quando il capo dello Stato si è pronunciato ha mosso attacchi alla stampa che, presumibilmente, disinformano sulla sua gestione.

#### Circolo familiare
Alcuni membri della famiglia, compresi sua moglie Lilia Paredes, i cognati e cugini del presidente Castillo, sono stati sospettati in diversi tipi di attività illecite. Il 10 agosto 2022 le autorità giudiziarie peruviane hanno richiesto la detenzione preliminare per 10 giorni della cognata di Castillo indicata come parte di una presunta organizzazione criminale che beneficiava indebitamente lavori pubblici all'interno del paese.

## Vita privata
È cattolico, mentre sua moglie Lilia Paredes, anch'essa un'insegnante, e i suoi due figli sono evangelici. Si definisce marxista ed è conservatore sociale sui temi etici, essendo contrario all'aborto e alla sua legalizzazione, all'eutanasia, al matrimonio tra persone dello stesso sesso e al consumo di marijuana.